# Gadella maraldi
La gadella (Gadella maraldi) è un pesce di mare della famiglia Moridae dell'ordine Gadiformes.

## Distribuzione e habitat
Questo pesce è presente nel mar Mediterraneo e nell'Oceano Atlantico orientale dallo stretto di Gibilterra a sud fino all'Africa tropicale. Nei mari italiani è poco comune ma segnalata ovunque.

Vive su fondi molli a profondità considerevoli, mediamente sui 300-500 metri.

## Descrizione
Questo pesce è molto simile alla musdea nera dalla quale si riconosce per avere la bocca armata di forti denti ricurvi, per l'assenza del barbiglio e per la colorazione castano rossastro, molto più chiara.

Misura fino a 30 cm.

## Riproduzione
I giovanili, che sono planctonici hanno pinne pari molto sviluppate, con lunghi raggi in parte liberi.

## Pesca
Si cattura talvolta con le nasse e con le reti a strascico. La carne è commestibile ma non viene venduta sui mercati.